# Моника Маккарти
Моника Маккарти (на английски: Monica McCarty) е американска писателка на произведения в жанра исторически любовен роман и романтичен трилър.

## Биография и творчество
Моника Канти Маккарти е родена през 1968 г. в Калифорния, САЩ. Отраства в Лос Анджелис. Запалена читателка от дете. В продължение на четири години учи политология и английска филология в Южнокалифорнийския университет и през 1989 г. завършва с бакалавърска степен. После завършва сравнителен курс по история на правото в юридическо училище на Станфордския университет през 1992 г. След дипломирането си се омъжва за бейзболист и през 1993 г. се премества в Минеаполис, Минесота, където в продължение на две години работи към адвокатска кантора. После се връщат в Калифорния, където тя отглежда децата си и се посвещава на писателската си кариера.
Първият ѝ роман „Highlander Untamed“ (Див шотландец) от поредицата „Маклеод от Скай“ е публикуван през 2007 г.
През 2010 г. е издаден романът ѝ „Вождът“ от поредицата „Стражите на Шотландия“. Най-добрите войни на Шотландия се борят за независимостта на страната, но на фронта на любовта ги очакват и други неочаквани и тежки битки.
Моника Маккарти живее със семейството си в Оукланд.

## Произведения

### Самостоятелни романи
- Taming the Rake (2015)
- The Unthinkable (2015)

### Серия „Маклеод от Скай“ (MacLeods of Skye)
1. Highlander Untamed (2007)
2. Highlander Unmasked (2007)
3. Highlander Unchained (2007)

### Серия „Кембъл“ (Campbell)
1. Highland Warrior (2009)
2. Highland Outlaw (2009)
3. Highland Scoundrel (2009)

### Серия „Стражите на Шотландия“ (Highland Guard)
1. The Chief (2010)
Вождът, изд.: Егмонт България, София (2015), прев. Кристина Георгиева
2. The Hawk (2010)
Ястребът, изд.: Егмонт България, София (2015), прев. Кристина Георгиева
3. The Ranger (2010)
4. The Viper (2011)
5. The Saint (2012)
6. The Recruit (2012)
7. The Hunter (2013)
8. The Raider (2014)
9. The Arrow (2014)
10. The Striker (2015)
11. The Rock (2015)
12. The Ghost (2016)

- The Knight (2013)
- The Rogue (2016)

### Серия „Изгубеният взвод“ (Lost Platoon)
1. Going Dark (2017)
2. Off the Grid (2018)
3. Out of Time (2018)